# إريكا فويجت
إريكا فويجت (بالدنماركية: Erika Voigt)‏ هي مغنية وممثلة دنماركية، ولدت في 28 نوفمبر 1898 في راندرس في الدنمارك، وتوفيت في 29 مايو 1952 في كوبنهاغن في الدنمارك.

## وصلات خارجية
- إريكا فويجت على موقع IMDb (الإنجليزية)
- إريكا فويجت على موقع ميوزك برينز (الإنجليزية)
- إريكا فويجت على موقع قاعدة بيانات الأفلام السويدية (السويدية)
- إريكا فويجت على موقع ديسكوغز (الإنجليزية)
- إريكا فويجت على موقع قاعدة بيانات الفيلم (الإنجليزية)
- إريكا فويجت على موقع كينوبويسك (الروسية)